# Leptogenys varicosa
Leptogenys varicosa é uma espécie de formiga do gênero Leptogenys, pertencente à subfamília Ponerinae.